# Paragomphus cognatus
Paragomphus cognatus é uma espécie de libelinha da família Gomphidae.
Pode ser encontrada nos seguintes países: Angola, Costa do Marfim, Etiópia, Quénia, Malawi, Moçambique, Namíbia, Nigéria, Serra Leoa, África do Sul, Tanzânia, Uganda, Zâmbia, Zimbabwe e possivelmente em Burundi.
Os seus habitats naturais são: florestas subtropicais ou tropicais húmidas de baixa altitude, matagal árido tropical ou subtropical, matagal húmido tropical ou subtropical e rios.